# 史可鏡
史可镜（？—1644年），湖广长沙府长沙县人。

## 生平
萬曆四十六年（1618年）戊午科湖广乡试举人，崇祯元年（1628年）戊辰科進士，初授中书舍人，擢兵科给事中，历官工科都给事中，丁艰归，崇祯十六年投降张献忠，被任命为湖广巡抚。十七年正月，张献忠弃湖广入四川，巡抚李乾德收复长沙，史可镜被俘，械送南京伏法。